# ويليس سميث
ويليس سميث (بالإنجليزية: Willis Smith)‏ هو محامي وسياسي أمريكي، ولد في 19 ديسمبر 1887 في نورفولك في الولايات المتحدة، وتوفي في 26 يونيو 1953 في بيثيسدا في الولايات المتحدة. نشط حزبياً في الحزب الديمقراطي. وقد انتخب مندوب ‏ الاتحاد البرلماني الدولي ( – 1951) وانتخب عضو مجلس نواب كارولينا الشمالية (1928 – 1932) وانتخب عضو مجلس الشيوخ الأمريكي عن دائرة كارولاينا الشمالية (27 نوفمبر 1950 – 26 يونيو 1953).